# Mirano
Mirano, im Venezianischen Miràn, ist eine Gemeinde mit 27.078 Einwohnern (Stand 31. Dezember 2023) in der Metropolitanstadt Venedig in der Region Venetien in Italien.
Der Ort bedeckt eine Fläche von 45,62 km². Die Nachbargemeinden sind Salzano, Dolo, Mira, Pianiga, Spinea und Santa Maria di Sala.
Die Gemeinde hat sechs Ortsteile: Vetrego, Scaltenigo, Ballò, Campocroce di Mirano, Zianigo und Mirano capoluogo. Ein Bahnhof für Regionalzüge an der Bahnstrecke Mailand–Venedig verbindet die Stadt mit den umliegenden Städten.

## Geschichte
Nach 568 besetzten Langobarden – das wohl auf römische Wurzeln zurückgehende – Mirano, wobei die Grafen von Collalto die Siedlung mit ihrem Umland erhielten. 972 sprach Otto I. dem Bistum Freising einige Güter im Miranese zu, doch 1008 erhielt der Bischof von Treviso die Güter im Miranese. 1117 kaufte Abt Petrus für die Abtei Santi Ilario e Benedetto in Venedig den Conti der Marca Trevigiana, Arsedisio und Vidotto di Collalto, einige Güter ab.
In einer Bulle Papst Eugens III. wird erstmals die Kirche San Michele sowie die Kirche von Zianigo erwähnt. Mirano geriet zu dieser Zeit zunehmend in den Einflussbereich Paduas und damit in dessen Konflikte mit Treviso (1229). 1237 bis 1256 unterstand Mirano Ezzelino III. da Romano. 1272 unterstand die Gemeinde erneut Padua, das eine Befestigung mit 300 Infanteristen und 200 Berittenen errichten ließ.
Doch bereits 1256 brachte Bolzonella, einzige Tochter des Pietro da Peraga, verschiedene Güter, dazu das Kastell, in die Ehe mit dem Venezianer Marino Badoer ein. Auch während der Herrschaft Paduas dominierte die Familie Badoer da Peraga die kleine Stadt. Aus dieser Zeit stammt der Turm von Zianigo, der zum Glockenturm umgebaut wurde, und der das Wappen der Carrara trägt, der Signori Veronas. Während des Krieges zwischen Cangrande I. della Scala und Padua ließ ersterer das Kastell von Mirano zerstören, doch kehrte 1325, sechs Jahre nach der Zerstörung, die Stadt in den Besitz des Filippo da Peraga zurück. Zwischen 1331 und 1337 besetzten die Venezianer vorübergehend das wiedererrichtete Kastell.
Venedig besetzte 1403 die Stadt endgültig. 1405 erfolgte die Eroberung Paduas.
Am 6. September 1477 verfügte der Senat die Einrichtung eines Montagsmarktes und einer Messe, der Fiera di San Matteo. Letztere sollte jährlich vom 21. bis zum 23. September stattfinden. 1509 wurde Mirano von Truppen der Liga von Cambrai zerstört. Für seine Verdienste um die Rückeroberung Paduas wurde der Miranese Alvise Dardani zum Cancelliere Grando erhoben, zum Großkanzler. Dabei handelte es sich um die höchste Würde, die ein Nichtadliger in Venedig erlangen konnte.
1612 konnten die Grabungsarbeiten am Taglio Nuovo beendet werden, auch Canale di Mirano genannt, mit dem das Wasser aus dem Bacino inferiore di Mirano des Flusses Muson Vecchio nach Mira an der Riviera del Brenta umgeleitet werden sollte. Der Taglio ermöglichte eine Schiffsverbindung zwischen Venedig und Padua. Mit dem Canale Taglio Nuovissimo wurde das System schiffbarer Kanäle bis nach Chioggia verlängert.
1766 zählte man 5161 Einwohner aus 1036 Familien, von denen 497 in Mirano capoluogo, 125 in Campocroce, 129 in Scaltenigo, je 62 in Vetrego und Ballò sowie 181 in Zianigo lebten. Im 17. und 18. Jahrhundert entstanden etwa 30 Villen im Umkreis des Ortes.

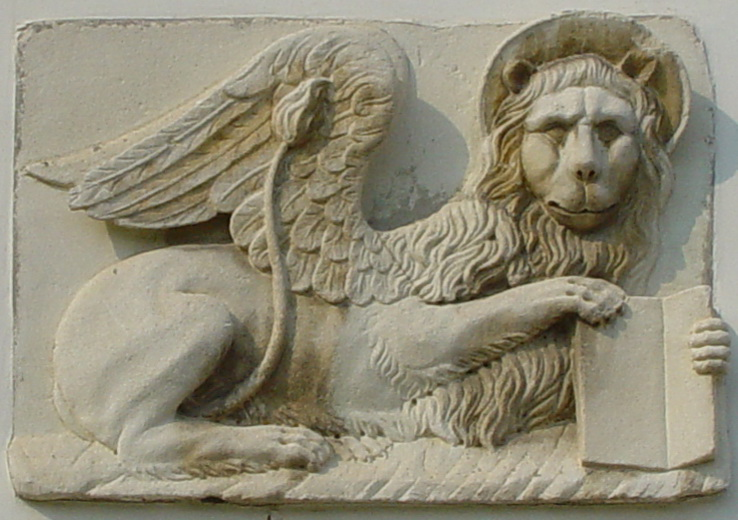
Relief mit dem Löwen von San Marco

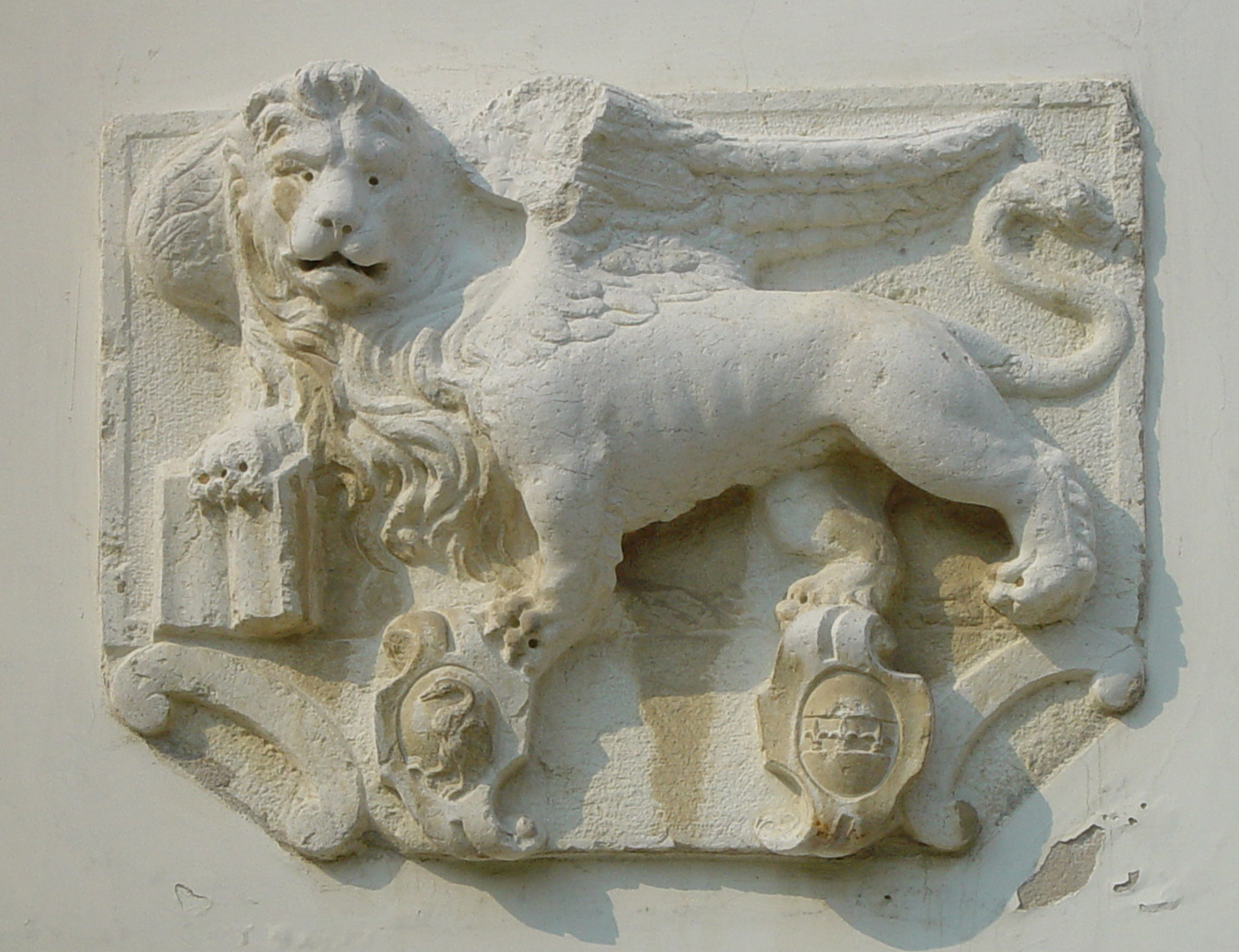
Eine weitere Darstellung des Löwen

1797 besetzten französische Truppen Napoleons Venedig und damit auch Mirano. Alle Symbole der Republik Venedig sollten beseitigt werden. Dabei wurde auch der Löwe von San Marco aus dem 15. Jahrhundert, der 1617 restauriert worden war, zerstört. Mirano wurde Sitz eines Canton im Distrikt Camposampiero, der wiederum Teil des Département Padoue wurde. Mit dem Abzug der Franzosen 1814 wurde die Comune Hauptort des gleichnamigen Distrikts der neuen Provinz Padua. Zum neuen Distrikt, der bis 1852 bestand, gehörten nunmehr Salzano, Noale und Scorzè. Auch wurde ein Regio Commissariato di Polizia sowie eine Pretura eingerichtet. Die Eisenbahnbrücke von 1842 schnitt die frazione Vetrego ab. Ab 1853 wurde der Distrikt Mirano der Provinz Venedig angeschlossen.

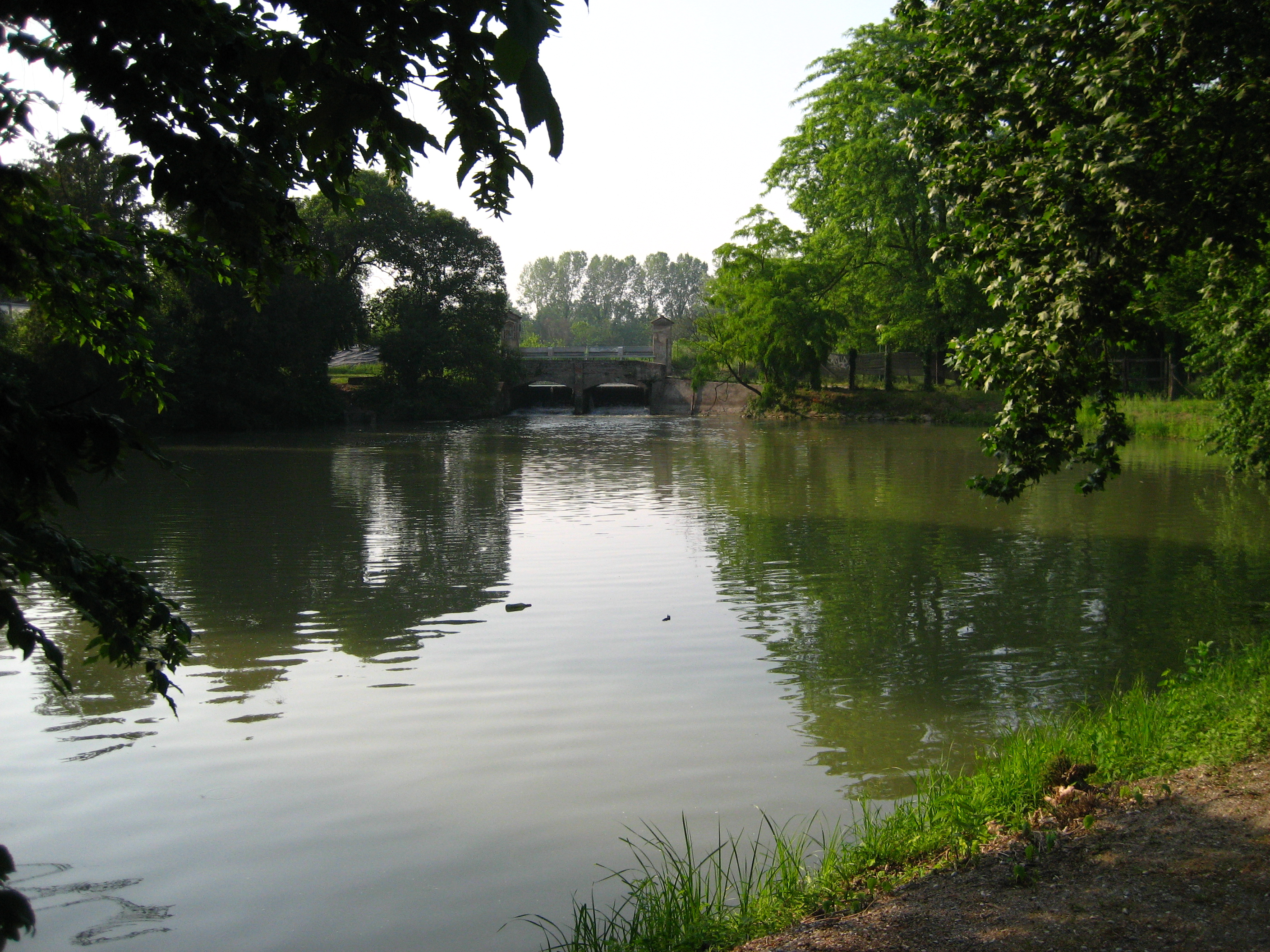
Der Muson Vecchio an der Stelle seiner Umleitung

Bis Ende des 19. Jahrhunderts lag Mirano gleichsam auf einer Insel, die von einem kleineren Arm des Muson (heute Via Castelantico) umflossen, im Süden vom Park der Villa Errera abgeschlossen wurde, ebenso wie dem Bacino di sotto. Um den Bau der Eisenbahnbrücke zu ermöglichen, wurde der besagte Arm verrohrt und der heutige große Zentralplatz entstand, der den Namen Piazza Vittorio Emanuele II erhielt. 1903 wurde eine Rekonstruktion der Löwensäule auf diesem Platz aufgestellt, die der Bildhauer Urbano Bottazzo geschaffen hatte. 1933 wurde die Autobahn Venedig-Padua eingeweiht, womit das Gemeindegebiet von einer weiteren frazione abgetrennt wurde, von Vetrego.
In Mirano erwarb Filippo Grimani, 1895 bis 1919 Bürgermeister von Venedig, den Besitz der Familie Boldù und 1880 eine Villa aus dem 18. Jahrhundert. Am 26. Oktober 1886 wurde er zum Bürgermeister von Mirano gewählt und 1889 vertrat er den Ort in der Provinzversammlung.

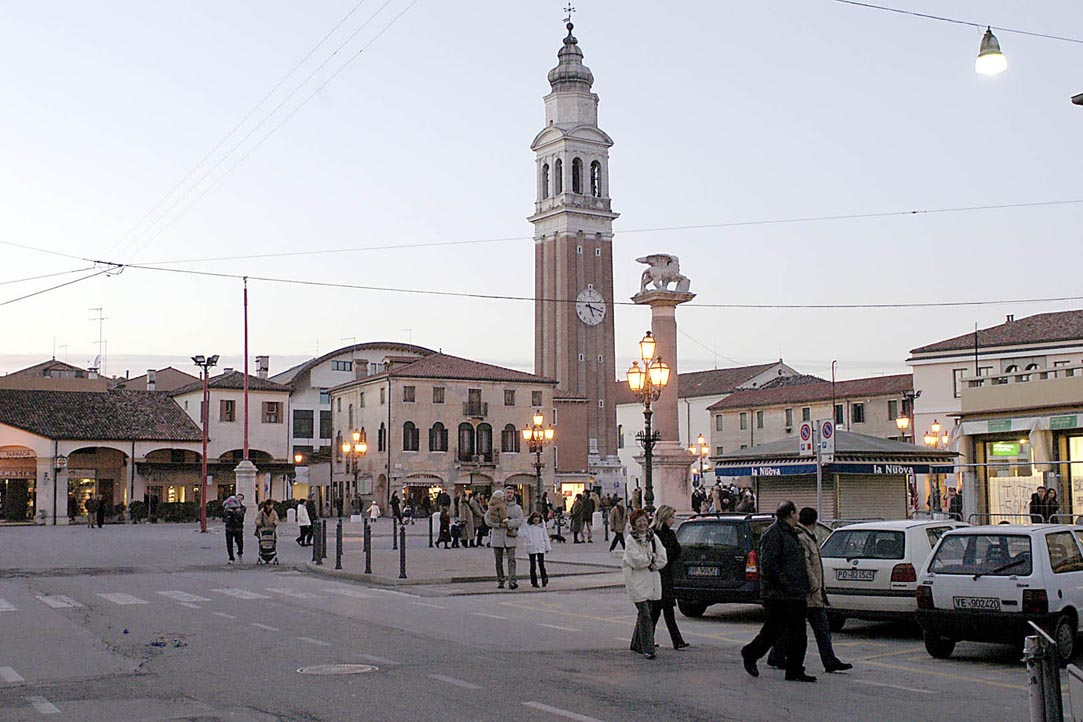
Piazza Martiri della libertà (Märtyrer der Freiheit)

Paolo Errera war von 1895 bis 1920 Bürgermeister von Mirano. Er hatte 1892 Nella Grassini geheiratet, mit der er drei Söhne hatte. Als Amedeo im Alter von 15 Jahren an Tetanus starb, gründeten die Eltern eine noch heute bestehende Stiftung. Das Ehepaar wurde am 25. Februar 1944 verhaftet und im Gefängnis Santa Maria Maggiore von Venedig interniert. Danach wurde es ins Durchgangslager Fossoli verschleppt, am 5. April 1944 Richtung Auschwitz deportiert und dort fünf Tage später ermordet. Seit 2007 trägt die frühere Piazza delle Erbe in Mirano den Namen Piazza Paolo e Nella Errera. Des Weiteren erinnern Stolpersteine an das Schicksal des Ehepaares.
Zwischen dem 25. Juli 1943 und dem 27. April 1945 starben 15 Partisanen in Mirano. Nach ihnen wurde die Piazza Vittorio Emanuele II in Piazza Martiri per la libertà umbenannt.
1966 wurde das historische Zentrum unter Schutz gestellt, 1969 erwarb die Kommune den Park und die Villa Belvedere im neuen Schutzgebiet. 1975 erwarb Mirano die Villa Morosini mitsamt Park (heute XXV Aprile) und errichtete ein Monument zum Gedenken an die Partisanen. 2002 wurde Mirano auch formal als Stadt anerkannt.

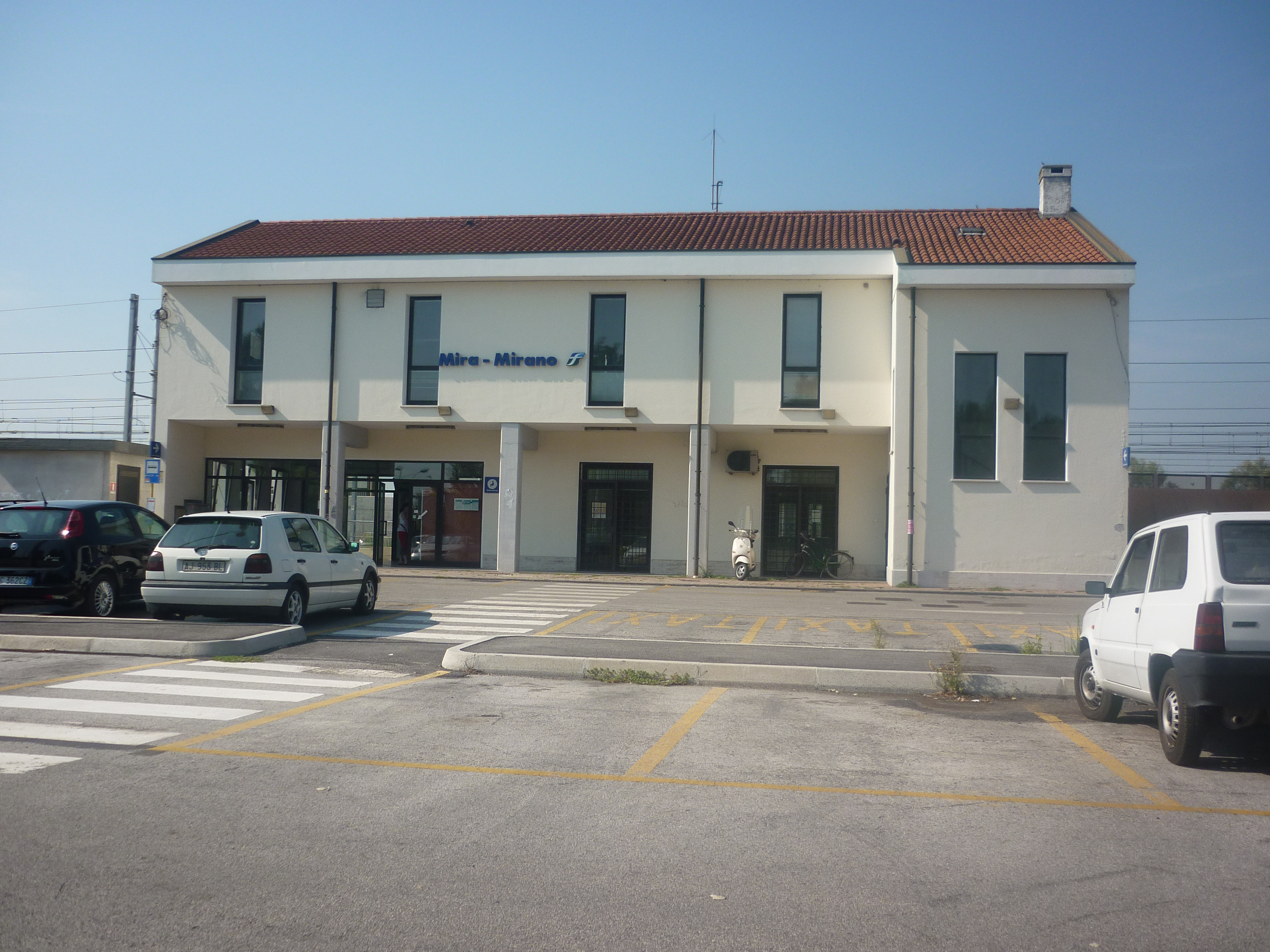
Straßenseite des Bahnhofs Mira-Mirano

Der Haltepunkt Mira-Mirano liegt an der Bahnstrecke Mailand–Venedig.

## Persönlichkeiten
- Giovanni Battista Tiepolo, auch genannt Giambattista Tiepolo, (1696–1770), venezianischer Maler
- Giovanni Domenico Tiepolo, (1727–1804), venezianischer Maler
- Paolo Errera (1861–1944), Bürgermeister von Mirano von 1895 bis 1920, gemeinsam mit seiner Frau ermordet im KZ Auschwitz
- Josefine Bakhita (1869–1947), römisch-katholische Heilige
- Mario Vallotto (1933–1966), Bahnradsportler und Olympiasieger
- Luigi Brugnaro (* 1961), Bürgermeister von Venedig und der Metropolitanstadt Venedig
- Erika Zanetti (* 1985), Inline-Speedskaterin
- Federica Pellegrini (* 1988), Schwimmerin und Olympiasiegerin
- Chiara Pierobon (1993–2015), Radrennfahrerin
- Francesco Lamon (* 1994), Radsportler
- Erica Cipressa (* 1996), Florettfechterin
- Gianluca Dal Corso (* 2001), Beachvolleyballspieler
- Alessio Delle Vedove (* 2004), Radrennfahrer